# 루 데이크스트라
루이첸 루 데이크스트라(1909년 5월 7일~1964년 4월 24일)는 1936년 동계 올림픽에 출전한 네덜란드의 스피드 스케이팅 선수였다. 그는 프리슬란드주 패센즈에서 태어났다. 1936년 동계 올림픽때 그는 5000m 경기에서 16위를 했고 1500m 경기에서 20위를 했다. 데이크스트라는 1964년 동계 올림픽에서 금메달을 획득한 피겨 스케이팅 선수 샤우켜 데이크스트라의 아버지였다.